# NGC 6156
NGC 6156 ist eine Balken-Spiralgalaxie mit aktivem Galaxienkern vom Hubble-Typ SBc im Sternbild Südliche Krone. Sie ist schätzungsweise 141 Millionen Lichtjahre von der Milchstraße entfernt und hat einen Durchmesser von etwa 70.000 Lichtjahren.
Das Objekt wurde am 24. April 1835 von John Herschel mit einem 18-Zoll-Spiegelteleskop entdeckt, der bei zwei Beobachtungen „pF, R, gpmbM, 45 arcseconds, in a field full of small stars“ und „pF, lE, glbM, 50 arcseconds long“ notierte.